# トーキョーカモフラージュアワー
『トーキョーカモフラージュアワー』は、松本千秋による日本の漫画作品。『ヤングキング』（少年画報社）にて2019年21号（10月15日発売）より連載中。紙の単行本では、3巻以降は『ニュートーキョーカモフラージュアワー』のタイトルで刊行されている。
2025年1月より、朝日放送テレビにてテレビドラマが放送された。

## 書誌情報
電子書籍では3巻以降も『トーキョーカモフラージュアワー』のタイトルを継続している。
- 松本千秋、少年画報社〈ヤングキングコミックス〉、既刊13巻（2025年7月28日現在）
  1. 『トーキョーカモフラージュアワー 1』 2020年7月13日発売[5]、ISBN 978-4-7859-6710-9
  2. 『トーキョーカモフラージュアワー 2』 2020年12月14日発売[6]、ISBN 978-4-7859-6822-9
  3. 『ニュートーキョーカモフラージュアワー 1』 2022年6月27日発売[3]、ISBN 978-4-7859-7159-5
  4. 『ニュートーキョーカモフラージュアワー 2』 2022年7月11日発売[7]、ISBN 978-4-7859-7178-6
  5. 『ニュートーキョーカモフラージュアワー 3』 2022年9月26日発売[8]、ISBN 978-4-7859-7236-3
  6. 『ニュートーキョーカモフラージュアワー 4』 2023年2月27日発売[9]、ISBN 978-4-7859-7329-2
  7. 『ニュートーキョーカモフラージュアワー 5』 2023年6月26日発売[10]、ISBN 978-4-7859-7418-3
  8. 『ニュートーキョーカモフラージュアワー 6』 2023年10月23日発売[11]、ISBN 978-4-7859-7511-1
  9. 『ニュートーキョーカモフラージュアワー 7』 2024年2月26日発売[12]、ISBN 978-4-7859-7606-4
  10. 『ニュートーキョーカモフラージュアワー 8』 2024年6月24日発売[13]、ISBN 978-4-7859-7688-0
  11. 『ニュートーキョーカモフラージュアワー 9』 2024年10月28日発売[14]、ISBN 978-4-7859-7789-4
  12. 『ニュートーキョーカモフラージュアワー 10』 2025年2月25日発売[15]、ISBN 978-4-7859-7876-1
  13. 『ニュートーキョーカモフラージュアワー 11』 2025年7月28日発売[16]、ISBN 978-4-7859-7987-4

## テレビドラマ
2025年1月20日（19日深夜）から3月24日（23日深夜）まで朝日放送テレビ「ドラマL」枠で放送された。主演は松倉海斗。

### キャスト

#### 主要人物
宇都宮宏人〈25〉
演 - 松倉海斗
三津井商事社員。山形県出身。
曽根ちゃん〈27〉
演 - 片山友希
WEBデザイン会社「Design Bella」社員。

#### 三津井商事
馬場くん〈22〉
演 - 大倉空人
宏人の後輩。青森県出身。
野田先輩〈32〉
演 - 新山（さや香）
宏人の先輩。
大崎課長
演 - 船ヶ山哲
宏人の上司。

#### Design Bella
目黒ちゃん〈27〉
演 - 樋口日奈
曽根ちゃんの同僚。亮くんからは「みなみ」と呼ばれている。
松田ちゃん〈25〉
演 - 優希美青
曽根ちゃんの後輩。
みつきパイセン〈32〉
演 - 星野奈緒
曽根ちゃんの上司。

#### その他
亮くん〈27〉
演 - 松本怜生
BARを経営する若きバーテンダーで、目黒ちゃんの彼氏。

#### ゲスト

##### 第1話
駒沢
演 - 矢野聖人
こだわりだらけの不動産屋。宇都宮が東京の部屋を探すのに利用する不動産屋の営業。
- 森永（宇都宮の山形での先輩社員） - 中村公隆[20]
- 社員（宇都宮の山形での同僚社員） - 掛裕登[21]
- バーの客 - 仁藤妃南乃[22]、倉中るな[23]
- 女将（山形の定食屋の女将） - 今野ひろみ
- ナレーター（テレビ番組のナレーション） - 大仁田美咲（ABCテレビアナウンサー）
- 社員 - 井上流太朗[24]（第2話・第3話・第8話 - 最終話）、久野木貴士[25]（第2話・第3話）、成枝竜斗（第2話・第3話）
- 加藤四朗、平岡佐智男

##### 第2話
田中
演 - 齊藤京子
グチが止まらない女。
- 男性（曽根の麻雀仲間） - 津村和幸[26]、鶴谷嵐
- 理子（亮くんの浮気相手） - 高井真菜[27]（第4話・第6話・第7話）
- 亮の妻 - 麗良[28]
- 杏樹（亮の娘） - 江原璃莉[29]
- 咲耶[30]、望月はな[26]

##### 第3話
褒めどころがない公務員
演 - せいや
目黒ちゃんが松田ちゃんの紹介で一緒に食事する男性。真面目なだけが取り柄の男性。
- バーの客 - 佐倉花怜[31]、直江梨華[31]（第4話）、楠世蓮[31]

##### 第4話
初デートで殺意を抱く女
演 - あの
初デートで喫茶店で割り勘にされて話も盛り上がらず2度目はない、と友達に愚痴を言う女性。
初デートでイキる男
演 - 田村健太郎
初デートで喫茶店であんみつをガツガツ食べて割り勘にする広告代理店勤務の男。
夏子
演 - 河邑ミク
あんかけチャーハンの女。喫茶店で冬男と別れ話になるカップル。
- 冬男（夏子の恋人） - 井本涼太[32]
- 成瀬凪

##### 第5話
木崎
演 - 松岡広大
運命を変える同級生。宇都宮宏人が地元の同窓会で再会する。
- 久保田（宇都宮宏人の同郷の同級生） - 北野秀気
- 同級生 - 田村心[33]、KOH（役名：春日）[34]、喜多貴幸、齊藤友暁（役名：豊島）[35]、吉田和正（役名：野崎）[36]
- 松本響、尾形在恆

##### 第6話
小林弥恵
演 - 秋田汐梨（第7話・第8話）
宇都宮宏人が毎朝ピザパンを買うパン屋の店員。
- 鈴木（弥恵が働くパン屋の先輩スタッフ） - 鈴木タカラ[38]（第8話）
- 居酒屋 店員 - 谷沢龍馬[39]

##### 第7話
- A太郎（みつきのデート相手） - 本多遼[40]
- B太郎（バーでみつきに声をかける男性） - 鬼倉龍大[41]

##### 第8話
- テレビ番組出演者（「土曜だから言わせて!」出演者） - ジョニーハナガタ、森本サイダー
- お笑い芸人 - きつね
- 吉田係長（松田ちゃんが目黒ちゃんに紹介する男性） - BOB[42]（第9話）

##### 第9話
- 畠山公志

##### 最終話
なすなかにし
演 - 本人
テレビ番組『なすなかにしのなかよし東京散歩』出演者。
- 後輩（宏人の後輩社員） - 斉藤莉生
- 女性（バーで宏人らに声をかけられる女性客） - 金子雅、青羽里奈[43]
- 曽根の彼氏 - 岩村航輝[44]

### スタッフ
- 原作 - 松本千秋『トーキョーカモフラージュアワー』（ヤングキングコミックス / 少年画報社）[2]
- 脚本 - ヒコロヒー、富安美尋[2]
- 監督 - 吉川鮎太、八十島美也子、室井岳人[2]
- 主題歌 - Travis Japan「Tokyo Crazy Night」（Capitol Records / ユニバーサル ミュージック ジャパン）[45]
- プロデューサー - 南雄大（朝日放送テレビ）、櫻田惇平（ホリプロ）[2]
- 制作プロダクション - ホリプロ[2]
- 製作著作 - 朝日放送テレビ[2]

### 放送日程
| 各話   | 放送日  | サブタイトル                       | 脚本                | 監督         |
| ------ | ------- | ---------------------------------- | ------------------- | ------------ |
| 第1話  | 1月20日 | コリドー街でワンナイトする色白男子 | ヒコロヒー          | 吉川鮎太     |
| 第2話  | 1月27日 | ワンナイトのおかわり狙う色白男子   | ヒコロヒー          | 吉川鮎太     |
| 第3話  | 2月03日 | 嘘つき男の叱られそうな恋愛論       | ヒコロヒー          | 八十島美也子 |
| 第4話  | 2月10日 | 濡れるトーキョー初デート           | 富安美尋 ヒコロヒー | 八十島美也子 |
| 第5話  | 2月17日 | 運命変える決断!ふるさと行の乗車券  | 富安美尋            | 吉川鮎太     |
| 第6話  | 2月24日 | そういうのじゃないキス             | 富安美尋            | 吉川鮎太     |
| 第7話  | 3月03日 | 幸せになる道が2つある              | 富安美尋            | 室井岳人     |
| 第8話  | 3月10日 | しあわせ芝居が終わる時             | 富安美尋            | 八十島美也子 |
| 第9話  | 3月17日 | カモフラージュなき告白             | ヒコロヒー          | 八十島美也子 |
| 最終話 | 3月24日 | 最後に嘘を、ひとつだけ             | ヒコロヒー          | 吉川鮎太     |

- 最終話は15分遅れの0時25分放送開始。[47]

### 放送局
| 放送期間                | 放送時間                     | 放送局         | 対象地域   | 備考       |
| ----------------------- | ---------------------------- | -------------- | ---------- | ---------- |
| 2025年1月19日 - 3月23日 | 日曜 2:30 - 3:00（土曜深夜） | テレビ朝日     | 関東広域圏 | 先行ネット |
| 2025年1月20日 - 3月24日 | 月曜 0:10 - 0:40（日曜深夜） | 朝日放送テレビ | 近畿広域圏 | 製作局     |
| 2025年1月30日 -         | 木曜 0:15 - 0:45（水曜深夜） | 福島放送       | 福島県     |            |
| 2025年1月31日 -         | 金曜 0:50 - 1:20（木曜深夜） | 岩手朝日テレビ | 岩手県     |            |
| 2025年3月2日 -          | 日曜 1:00 - 1:30（土曜深夜） | 鹿児島放送     | 鹿児島県   |            |

| 朝日放送テレビ ドラマL                 | 朝日放送テレビ ドラマL                                     | 朝日放送テレビ ドラマL                                                |
| 前番組                                 | 番組名                                                     | 次番組                                                                |
| -------------------------------------- | ---------------------------------------------------------- | --------------------------------------------------------------------- |
| 離婚後夜 （2024年10月14日 - 12月16日） | トーキョーカモフラージュアワー （2025年1月20日 - 3月24日） | around1/4 アラウンド・クォーター （再放送） （2025年4月7日 - 6月9日） |